# Legionella pneumophila
Legionella pneumophila es una bacteria pleomórfica, flagelada y Gram negativa del género Legionella. L. pneumophila es el patógeno primario humano en este grupo y causante de la legionelosis o enfermedad del legionario.

## Morfología
Bacilo delgado, Gram negativo, móvil por flagelos.